# Posesjonat
Posesjonat (z łac. possessio, posiadanie) – w dawnym prawie polskim posiadacz (domyślnie: nieruchomego majątku).
Określenie to dotyczyło szlachciców posiadających dobra ziemskie oraz mieszczan posiadających nieruchomość na terenie miasta. Prawo nadane mieszczanom w Konstytucji 3 maja (w ustawie Prawo o miastach) umożliwiało im także nabycie prawa własności na dobrach ziemskich.